# Andrew Roachford
Andrew Roachford (Londra, 22 gennaio 1965) è un cantante britannico.

## Biografia
Nato a Londra ma originario delle Barbados, nel 1987 ha fondato un gruppo musicale chiamato semplicemente Roachford, in cui era cantante, tastierista e percussionista. L'eponimo album di debutto è uscito nel 1988 per la Columbia Records.
Nel 2003 ha pubblicato il suo primo album solista.
Nel 2010 è entrato nella formazione del gruppo Mike + The Mechanics in qualità di cantante e tastierista.
Nel 2019 è nominato membro dell'Ordine dell'Impero Britannico.
Nel suo album del 2020 Twice in a Lifetime collabora Beverley Knight.

## Discografia
- 1988 - Roachford
- 1991 - Get Ready!
- 1994 - Permanent Shade of Blue
- 1997 - Feel
- 2000 - The Roachford Files
- 2003 - Heart of the Matter
- 2005 - The Very Best of Roachford
- 2005 - Word of Mouth
- 2011 - Where I Stand
- 2011 - Addictive
- 2013 - This Beautiful Moment
- 2016 - Encore
- 2020 - Twice in a Lifetime
- 2024 - Than and Now